# Man and Maid
Man and Maid is een Amerikaanse dramafilm uit 1925 onder regie van Victor Schertzinger. Destijds werd de film in Nederland uitgebracht onder de titel De man en het meisje. De film is wellicht zoekgeraakt.

## Verhaal
Nicholas Thormonde neemt Alathea Bulteel in dienst als zijn secretaresse. Ze is een aanvallige jonge vrouw, maar ze kleedt zich bewust zeer proper en bescheiden. Hoewel ze zich aangetrokken voelt tot haar werkgever, is ze teleurgesteld in zijn verhouding met de wereldse Suzette. Thormonde valt voor Alathea, maar zij begrijpt zijn bedoelingen verkeerd en neemt ontslag. Als haar vader schulden maakt door zijn gokverslaving, stemt Alathea toch in met een verstandshuwelijk. Langzamerhand gaat het echtpaar inzien dat ze oprechte gevoelens voor elkaar koesteren.

## Rolverdeling
| Acteur             | Personage               |
| ------------------ | ----------------------- |
| Lew Cody           | Nicholas Thormonde      |
| Harriet Hammond    | Alathea Bulteel         |
| Renée Adorée       | Suzette                 |
| Paulette Duval     | Coralie                 |
| Alec B. Francis    | Burton                  |
| Crauford Kent      | Kolonel George Harcourt |
| David Mir          | Maurice                 |
| Gerald Grove       | Bobby Bulteel           |
| Jacqueline Gadsdon | Hilda Bulteel           |
| Winston Miller     | Kleine Bobby            |
| Jane Mercer        | Kleine Hilda            |
| Irving Hartley     | Alwood Chester          |
| Dagmar Desmond     | Odette                  |
| Leonie Lester      | Alice                   |